# وليام هيل باريت
وليام هيل باريت (بالإنجليزية: William Hale Barrett)‏ (و. 1866 – 1941 م) هو محامي، وقاضي من الولايات المتحدة الأمريكية.
توفي عن عمر يناهز 75 عاماً.